# Ceratomyxa trichiuri
Ceratomyxa trichiuri is een microscopische parasiet uit de familie Ceratomyxidae. Ceratomyxa trichiuri werd in 1996 beschreven door Kpatcha, Diebakate, Faye & Toguebaye. 